# Seat Music Awards 2021
Die 15. Seat Music Awards wurden am 9. und 10. September 2021 in der Arena von Verona veranstaltet und live auf Rai 1 ausgestrahlt. Die Moderation übernehmen wie in den Jahren zuvor Carlo Conti und Vanessa Incontrada. Am 12. September wurde außerdem ein von Nek und Michela Giraud moderiertes Special gezeigt. Offizielle Radiopartner waren Radio Italia und Rai Radio 2.
Ausgezeichnet wurden Musiker, die zwischen Juni 2020 und August 2021 mit einem Album Gold-, Platin- oder Mehrfachplatinstatus bzw. mit einer Single Mehrfachplatinstatus erreicht haben. Daneben vergab die Stadt Verona Diva genannte Sonderpreise. Die SMA 2021 waren der im Juli verstorbenen Raffaella Carrà gewidmet. Auch des Emergency-Gründers Gino Strada (verstorben im August) wurde gedacht.
Aufgrund der COVID-19-Pandemie waren 6000 Zuschauer pro Abend zugelassen.

## Erster Abend (9. September)

### Auftritte
- Gigi D’Alessio, Clementino, Enzo Dong, Ivan Granatino, Lele Blade und Samurai Jay
- Madame
- Il Volo
- Sangiovanni
- Ligabue
- Alessandra Amoroso
- Claudio Baglioni
- Marco Mengoni mit Purple Disco Machine
- Mahmood und Elisa
- Zucchero
- Orietta Berti
- Achille Lauro
- Fiorella Mannoia
- Andrea Bocelli
- Jerry Calà
- Purple Disco Machine, Moss Kena und The Knocks
- AKA 7even
- Random
- Massimo Pericolo
- Mecna
- Psicologi

### Vergebene Preise
Alben
- Buongiorno – Gigi D’Alessio
- Madame – Madame
- Sangiovanni – Sangiovanni
- 7 – Ligabue
- In questa storia che è la mia – Claudio Baglioni
- D.O.C. – Zucchero
- 1990 – Achille Lauro
- AKA 7even – AKA 7even
- Montagne russe – Random
- Solo tutto – Massimo Pericolo
- Mentre nessuno guarda – Mecna
- Millennium Bug – Psicologi

Singles
- Voce – Madame
- Malibu, Lady und Tutta la notte – Sangiovanni
- Karaoke – Alessandra Amoroso
- Venere e Marte – Marco Mengoni
- Dorado – Mahmood
- Mille – Orietta Berti, Fedez und Achille Lauro
- Bam Bam Twist – Achille Lauro
- Mi manchi, Loca – AKA 7even

Sonderpreise
- Album des Jahres: Persona – Marracash
- Diva
  - Il Volo
  - Claudio Baglioni
  - Amadeus
  - Andrea Bocelli
  - Jerry Calà
- Premio Speciale Seat Music Award – Maria De Filippi
- Premio Speciale Seat Music Award – Pio e Amedeo
- Premio Sony Music – Purple Disco Machine

### Gäste
- Giorgio Panariello und Marco Giallini
- Maria De Filippi
- Amadeus
- Antonella Clerici
- Alessandro Cattelan
- Pio e Amedeo
- Paola Cortellesi
- Alessandro Siani

## Zweiter Abend (10. September)

### Auftritte
- Guè Pequeno
- Mara Sattei
- Deddy
- Ernia
- Pinguini Tattici Nucleari
- Emma und Loredana Bertè
- Diodato
- Colapesce und Dimartino
- Loretta Goggi
- Noemi und Carl Brave
- Negramaro
- Irama
- Annalisa mit Federico Rossi
- Boomdabash mit Baby K
- Marco Masini mit Vanessa Incontrada
- Elettra Lamborghini
- Blanco und Mace
- Rocco Hunt mit Ana Mena
- Nek
- Takagi & Ketra mit Giusy Ferreri
- Malika Ayane
- Rkomi und Irama
- Francesco Gabbani
- Fred De Palma
- Tancredi
- Capo Plaza
- Shade
- Emis Killa und Jake La Furia
- Gli Autogol, Dj Matrix, Arisa und Ludwig

### Vergebene Preise
Alben
- Fastlife 4, Mr. Fini – Guè Pequeno
- Bloody Vinyl 3 – Bloody Vinyl
- Coraggio – Carl Brave
- Crepe – Irama
- Nuda – Annalisa
- Don’t Worry (Best of 2005-2020) – Boomdabash
- OBE – Mace

Singles
- Chico – Guè Pequeno
- Altalene – Mara Sattei
- Il cielo contromano – Deddy
- Ferma a guardare, Superclassico – Ernia
- Musica leggerissima – Colapesce & Dimartino
- Makumba – Noemi und Carl Brave
- La genesi del tuo colore – Irama
- Karaoke – Boomdabash
- Non mi basta più – Baby K
- Pistolero – Elettra Lamborghini
- Mi fai impazzire, Notti in bianco – Blanco
- La canzone nostra – Blanco und Mace
- Un bacio all'improvviso, A un passo dalla Luna – Rocco Hunt und Ana Mena
- Ciclone, Venere e Marte – Takagi & Ketra

Sonderpreise
- Diva
  - Emma
  - Diodato
  - Alessandro Siani
  - Eleonora Abbagnato
- Premio Speciale Seat Music Award: Loredana Bertè
- Premio Speciale Seat Music Award: Loretta Goggi
- Premio FIMI: Negramaro – Mentre tutto scorre
- Premio SEAT: Colapesce & Dimartino

### Gäste
- Alessandro Siani
- Michela Giraud
- Eleonora Abbagnato

## Einschaltquoten
| Datum              | Zuschauer | Quote   |
| ------------------ | --------- | ------- |
| 9. September 2021  | 3.153.000 | 19,84 % |
| 10. September 2021 | 3.062.000 | 19,32 % |
| 12. September 2021 | 1.469.000 | 12,60 % |

## Belege
1. ↑  SEAT MUSIC AWARDS 2021. Radio Italia, abgerufen am 8. September 2021.
2. ↑  Seat Music Awards 2021: i cantanti, gli ospiti e il programma delle due serate. In: TV Sorrisi e Canzoni. 6. September 2021, abgerufen am 8. September 2021 (italienisch).
3. ↑  Carlo Mandelli: Seat Music Awards, all’Arena la festa della ripartenza. ANSA, 6. September 2021, abgerufen am 8. September 2021 (italienisch).
4. 1 2  Seat Music Awards 2021: omaggi a Stefano D’Orazio (Pooh), Gino Strada e Raffaella Carrà. Le anticipazioni. In: Rockol.it. 6. September 2021, abgerufen am 8. September 2021 (italienisch).
5. ↑  Ascolti TV Giovedì 9 Settembre 2021. In: DavideMaggio.it. 10. September 2021, abgerufen am 10. September 2021 (italienisch).
6. ↑  Ascolti TV Venerdì 10 settembre 2021. In: DavideMaggio.it. 11. September 2021, abgerufen am 11. September 2021 (italienisch).
7. ↑  Ascolti TV Domenica 12 settembre 2021. In: DavideMaggio.it. 13. September 2021, abgerufen am 13. September 2021 (italienisch).